# Sainte-Trie
 Sainte-Trie  es una población y comuna francesa, situada en la región de Aquitania, departamento de Dordoña, en el distrito de Périgueux y cantón de Excideuil.
En ella se encuentra la Abadía de Dalón.

## Demografía
| 154 | 146 | 134 | 136 | 118 | 148 |
| Para los censos de 1962 a 1999 la población legal corresponde a la población sin duplicidades (Fuente: INSEE [Consultar]) |     |     |     |     |     |